# Hulshout
Hulshout, in de volksmond "Hilset" genoemd, is een plaats en gemeente in de Belgische provincie Antwerpen. De gemeente telt ruim 10.000 inwoners en maakt deel uit van het kieskanton Westerlo en het gerechtelijk kanton Mechelen.

## Geografie

### Deelgemeenten
|   | Naam         | Opp. (km²) | Inwoners (2020) | Inwoners per km² | NIS-code |
| - | ------------ | ---------- | --------------- | ---------------- | -------- |
| 1 | Hulshout     | 7,83       | 5.975           | 763              | 13016A   |
| 2 | Houtvenne    | 4,53       | 2.090           | 461              | 13016C   |
| 3 | Westmeerbeek | 5,01       | 2.406           | 480              | 13016B   |

### Kernen
De gemeente bestaat naast Hulshout zelf nog uit de deelgemeenten Houtvenne en Westmeerbeek. Hulshout ligt ten noorden van de Grote Nete, Houtvenne en Westmeerbeek liggen ten zuiden.

### Hydrografie
Door de gemeente stroomt de Grote Nete.

## Bezienswaardigheden

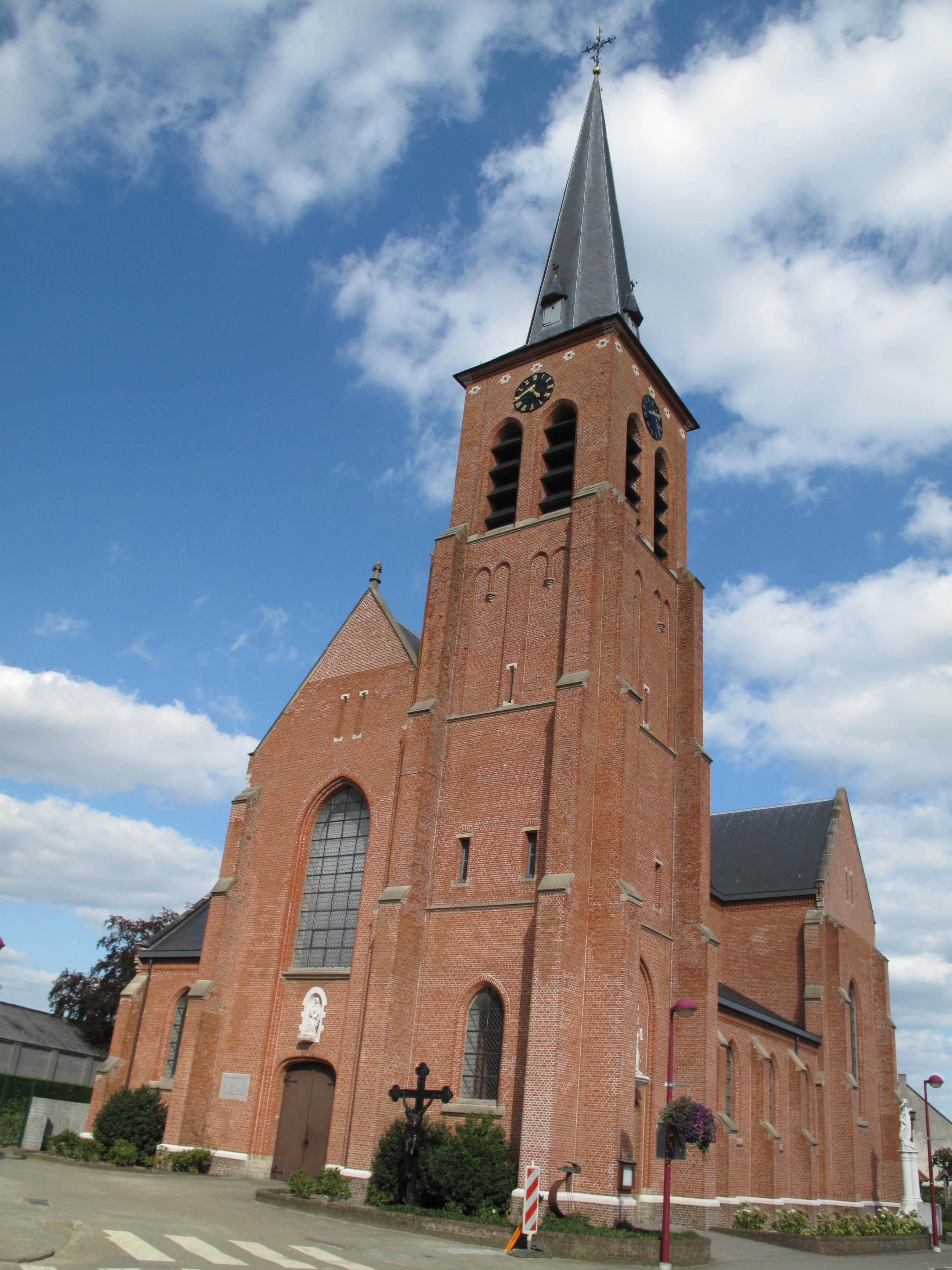
Parochiekerk Sint-Mattheus in Hulshout

- De Sint-Mattheüskerk, een neogotische kruisbasiliek met de pastorie en een pastorietuin. Aan de westzijde van de kerk wordt gekenmerkt door een ijzeren kruis met evangelistische tekens. Dit kruis stond oorspronkelijk op het kerkhof zelf.
- Het Torreke, een mijlpaal aan de Booischotseweg.

## Natuur en landschap
Hulshout ligt op een hoogte van ongeveer 15 meter. In het zuiden vindt men de vallei van de Grote Nete met aan de noordzijde de Herenbossen en ten westen daarvan rabatbossen.

## Demografie

### Demografische ontwikkeling voor de fusie
- Bronnen:NIS, Opm:1806 tot en met 1970=volkstellingen; 1976 = inwoneraantal op 31 december

### Demografische ontwikkeling van de fusiegemeente
Alle historische gegevens hebben betrekking op de huidige gemeente, inclusief deelgemeenten, zoals ontstaan na de fusie van 1 januari 1977.
- Bronnen:NIS, Opm:1806 tot en met 1981=volkstellingen; 1990 en later= inwonertal op 1 januari

| Inwoners van jaar tot jaar op 1 januari 1992 tot heden | Inwoners van jaar tot jaar op 1 januari 1992 tot heden | Inwoners van jaar tot jaar op 1 januari 1992 tot heden |
| jaar                                                   | Aantal                                                 | Evolutie: 1992=index 100                               |
| ------------------------------------------------------ | ------------------------------------------------------ | ------------------------------------------------------ |
| 1992                                                   | 7.608                                                  | 100,0                                                  |
| 1993                                                   | 7.706                                                  | 101,3                                                  |
| 1994                                                   | 7.838                                                  | 103,0                                                  |
| 1995                                                   | 8.003                                                  | 105,2                                                  |
| 1996                                                   | 8.101                                                  | 106,5                                                  |
| 1997                                                   | 8.200                                                  | 107,8                                                  |
| 1998                                                   | 8.386                                                  | 110,2                                                  |
| 1999                                                   | 8.508                                                  | 111,8                                                  |
| 2000                                                   | 8.626                                                  | 113,4                                                  |
| 2001                                                   | 8.690                                                  | 114,2                                                  |
| 2002                                                   | 8.813                                                  | 115,8                                                  |
| 2003                                                   | 8.942                                                  | 117,5                                                  |
| 2004                                                   | 8.990                                                  | 118,2                                                  |
| 2005                                                   | 9.015                                                  | 119,7                                                  |
| 2006                                                   | 9.167                                                  | 120,5                                                  |
| 2007                                                   | 9.371                                                  | 123,2                                                  |
| 2008                                                   | 9.592                                                  | 126,1                                                  |
| 2009                                                   | 9.779                                                  | 128,5                                                  |
| 2010                                                   | 9.864                                                  | 129,7                                                  |
| 2011                                                   | 9.968                                                  | 131,0                                                  |
| 2012                                                   | 10.061                                                 | 132,2                                                  |
| 2013                                                   | 10.175                                                 | 133,7                                                  |
| 2014                                                   | 10.254                                                 | 134,8                                                  |
| 2015                                                   | 10.268                                                 | 135,0                                                  |
| 2016                                                   | 10.255                                                 | 134,8                                                  |
| 2017                                                   | 10.328                                                 | 135,8                                                  |
| 2018                                                   | 10.382                                                 | 136,5                                                  |
| 2019                                                   | 10.424                                                 | 137,0                                                  |
| 2020                                                   | 10.471                                                 | 137,6                                                  |
| 2021                                                   | 10.553                                                 | 138,7                                                  |
| 2022                                                   | 10.560                                                 | 138,8                                                  |
| 2023                                                   | 10.564                                                 | 138,9                                                  |
| 2024                                                   | 10.594                                                 | 139,2                                                  |
| 2025                                                   | 10.634                                                 | 139,8                                                  |

## Politiek

### Structuur
De gemeente Hulshout maakt deel uit van het kieskanton Herentals, gelegen in het provinciedistrict Herentals, het kiesarrondissement Mechelen-Turnhout en ten slotte de kieskring Antwerpen.
| Hulshout         | Hulshout         | Supranationaal         | Nationaal                         | Nationaal           | Gemeenschap         | Gewest              | Provincie           | Arrondissement    | Provinciedistrict | Kanton          | Gemeente        |
| ---------------- | ---------------- | ---------------------- | --------------------------------- | ------------------- | ------------------- | ------------------- | ------------------- | ----------------- | ----------------- | --------------- | --------------- |
| Administratief   | Niveau           | Europese Unie          | België                            | België              | Vlaanderen          | Vlaanderen          | Antwerpen           | Mechelen          | Mechelen          | Mechelen        | Hulshout        |
| Administratief   | Bestuur          | Europese Commissie     | Belgische regering                | Belgische regering  | Vlaamse regering    | Vlaamse regering    | Deputatie           | Deputatie         | Deputatie         | Deputatie       | Gemeentebestuur |
| Administratief   | Raad             | Europees Parlement     | Kamer van volksvertegenwoordigers | Vlaams Parlement    | Vlaams Parlement    | Vlaams Parlement    | Provincieraad       | Provincieraad     | Provincieraad     | Provincieraad   | Gemeenteraad    |
| Kiesomschrijving | Kiesomschrijving | Nederlands Kiescollege | Kieskring Antwerpen               | Kieskring Antwerpen | Kieskring Antwerpen | Kieskring Antwerpen | Kieskring Antwerpen | Mechelen-Turnhout | Herentals         | Westerlo        | Hulshout        |
| Verkiezing       | Verkiezing       | Europese               | Federale                          | Federale            | Vlaamse             | Vlaamse             | Provincieraads-     | Provincieraads-   | Provincieraads-   | Provincieraads- | Gemeenteraads-  |

### Geschiedenis

#### Burgemeesters
| Tijdspanne | Tijdspanne   | Burgemeester                     |
| ---------- | ------------ | -------------------------------- |
|            | 1800 - 1803  | Franciscus Sebastianus Gaethoffs |
|            | 1803 - 1807  | Pierre Hendrickx                 |
|            | 1808 - 1810  | Jean François Van Den Bruel      |
|            | 1810 - 1814  | Jean Joseph Somers               |
|            | 1814 - 1819  | Petrus Wuyten                    |
|            | 1819 - 1830  | Cornelius Bruynseels             |
|            | 1830         | Frans Van Asbroek                |
|            | 1830 - 1843  | Petrus Boeckx                    |
|            | 1843 - 1849  | Adriaan Francis Bruynseels       |
|            | 1849 - 1855  | Adrianus Marien                  |
|            | 1855 - 1888  | Jan Baptist Celen                |
|            | 1888 - 1912  | Frans Celen                      |
|            | 1912 - 1919  | Frans Lodewijk Vervoort          |
|            | 1919 - 1921  | Jozef Helsen                     |
|            | 1921 - 1944  | Julius Celen                     |
|            | 1944 - 1947  | Jozef De Cleyn                   |
|            | 1947 - 1953  | P.F. Brughmans                   |
|            | 1953 - 1981  | Joris Verhaegen (CVP)            |
|            | 1982 - 2011  | Mark Verhaegen (CVP / CD&V)      |
|            | 2011 - 2024  | Geert Daems (CD&V)               |
|            | 2025 - heden | Elien Bergmans (CD&V)            |

#### Legislatuur 2001 - 2006
Volksunie en Agalev bundelde de krachten bij de verkiezingen en trokken als kartel naar de kiezer onder de naam TANDEM. Lijsttrekker voor het kartel was Mark Meurrens (VU).

#### Legislatuur 2013 - 2018
Burgemeester was Geert Daems (CD&V). Hij leidde een coalitie bestaande uit CD&V en Groen. Samen vormden ze de meerderheid met 11 op 21 zetels.

#### Legislatuur 2019 - 2024
Burgemeester was Geert Daems (CD&V). Hij leidde een meerderheid van enkel CD&V van 11 op 21 zetels.

#### Legislatuur 2025 - 2030
Burgemeester is Elien Bergmans (CD&V). Haar lijst HOP beschikt over 11 op 21 zetels en bestuurt de gemeente op zichzelf.

#### Resultaten gemeenteraadsverkiezingen sinds 1976
| Partij of kartel     | Partij of kartel                                  | 10-10-1976 | 10-10-1976 | 10-10-1982 | 10-10-1982 | 9-10-1988 | 9-10-1988 | 9-10-1994 | 9-10-1994 | 8-10-2000 | 8-10-2000 | 8-10-2006 | 8-10-2006 | 14-10-2012 | 14-10-2012 | 14-10-2018 | 14-10-2018 | 13-10-2024 | 13-10-2024 |
| Stemmen / Zetels     | Stemmen / Zetels                                  | %          | 17         | %          | 19         | %         | 19        | %         | 19        | %         | 19        | %         | 21        | %          | 21         | %          | 21         | %          | 21         |
| -------------------- | ------------------------------------------------- | ---------- | ---------- | ---------- | ---------- | --------- | --------- | --------- | --------- | --------- | --------- | --------- | --------- | ---------- | ---------- | ---------- | ---------- | ---------- | ---------- |
|                      | SP1/ sp.a2/ Groen-VooruitC                        | 14,531     | 2          | 21,141     | 3          | 13,41     | 2         | 141       | 2         | 17,871    | 3         | 17,012    | 3         | 6,232      | 0          | 6,32       | 0          | 8,3C       | 1          |
|                      | Agalev1/ TANDEMA/ Groen!2/ Groen3/ Groen-VooruitC | -          |            | -          |            | -         |           | 7,491     | 0         | 16,95A    | 2         | 9,122     | 1         | 8,243      | 1          | 10,63      | 2          | 8,3C       | 1          |
|                      | VU1/ TANDEMA/ CD&V+N-VAB/ N-VA2                   | 16,181     | 2          | 25,51      | 5          | 20,781    | 4         | 11,281    | 1         | 16,95A    | 2         | 62,80B    | 16        | 35,583     | 9          | 33,23      | 8          | 25,23      | 6          |
|                      | CVP1/ CD&V+N-VAB/ CD&V2/ Hulshout op Punt3        | 69,291     | 13         | 53,361     | 11         | 60,721    | 13        | 67,231    | 16        | 65,181    | 14        | 62,80B    | 16        | 42,502     | 10         | 43,22      | 11         | 46,73      | 11         |
|                      | PVV1/ VLD2/ Open Vld3 / Liberalen22354            | -          |            | -          |            | 5,091     | 0         | -         |           | -         |           | 11,072    | 1         | 7,453      | 1          | 6,83       | 0          | 1,94       | 0          |
|                      | Vlaams Belang                                     | -          |            | -          |            | -         |           | -         |           | -         |           | -         |           | -          |            | -          |            | 17,8       | 3          |
| Totaal stemmen       | Totaal stemmen                                    | 4751       | 4751       | 5282       | 5282       | 5675      | 5675      | 6048      | 6048      | 6507      | 6507      | 7102      | 7102      | 7586       | 7586       | 7902       | 7902       | 5109       | 5109       |
| Opkomst %            | Opkomst %                                         |            |            |            |            | 98,05     | 98,05     | 96,49     | 96,49     | 94,79     | 94,79     | 96,02     | 96,02     | 93,31      | 93,31      | 94,0       | 94,0       | 59,7       | 59,7       |
| Blanco en ongeldig % | Blanco en ongeldig %                              | 3,09       | 3,09       | 4,09       | 4,09       | 4,53      | 4,53      | 3,97      | 3,97      | 7,32      | 7,32      | 7,79      | 7,79      | 5,46       | 5,46       | 6,8        | 6,8        | 0,5        | 0,5        |

De zetels van de gevormde coalitie staan vetjes weergegeven. De grootste partij is in kleur.

## Cultuur

### Bijnaam
De naam 'Messenvichters' is aan de inwoners van Hulshout gegeven omdat ze al bij conflicten snel het mes trokken en het ermee uitvochten in plaats van met de vuisten.

## Religie en levensbeschouwing
De katholieke parochies van Hulshout maken deel uit van de pastorale eenheid Heiligen Prisca en Aquila die op haar beurt deel uitmaakt van het dekenaat Zuiderkempen in het Bisdom Antwerpen.

## Bekende inwoners
Bekende personen die geboren of woonachtig zijn of waren in Hulshout of een andere significante band met de gemeente hebben:
- Vital Celen (1887-1956), taalkundige
- Léo Sterckx (1936-2023), baanwielrenner
- Gustaaf Van Roosbroeck (1948), voormalig wielrenner

## Nabijgelegen kernen
- Heultje, Booischot, Wiekevorst, Itegem